# Sveti Martin (Buzet)
Sveti Martin is een plaats in de gemeente Buzet in de Kroatische provincie Istrië. De plaats telt 798 inwoners (2001).